# Computer Bismarck
Computer Bismarck — пошаговая стратегическая компьютерная игра в жанре варгейм. Была разработана и издана компанией Strategic Simulations, Inc. в 1980 году. Сюжет игры основан на событиях 1941 года Второй мировой войны, в ходе которых Вооружённые силы Великобритании преследовали немецкий линкор Бисмарк.
Игра была коммерчески успешной и получила хорошие отзывы прессы. Computer Bismarck сыграла важную роль в популяризации компьютерных игр в целом и стратегических игр в частности, и её часто называют первым «серьёзным варгеймом для микрокомпьютеров».

## Сюжет
Игра представляет собой симуляцию последнего сражения линкора немецкого военного флота «Бисмарк» в водах атлантического океана в ходе Второй мировой войны. В мае 1941 года «Бисмарк» и крейсер «Принц Ойген» потопили в Датском проливе британский флагман, линейный крейсер «Худ» и нанесли серьёзные повреждения линкору «Принц Уэльский». Начавшаяся после этого охота британского флота за «Бисмарком» закончилась его потоплением 26 мая 1941 года.

## Игровой процесс
Computer Bismarck — это пошаговый компьютерный варгейм, в котором игрок контролирует вооруженные силы Великобритании сражающиеся против линкора «Бисмарк» и других немецких юнитов. Силами Германии может управлять как искусственный интеллект (который называется «Отто фон Компьютер»), так и второй игрок. Действие игры происходит на карте севера Атлантического океана, на которой буквами английского алфавита обозначены юниты и постройки (порты и взлетно-посадочные полосы). Юниты обладают различными характеристиками, которые определяют их мобильность, огневую мощь, уязвимость и другие игровые факторы. Ходы состоят из фаз, в которых игроки с помощью команд могут запрашивать различные информационные данные и отдавать юнитам приказы. Игроки зарабатывают очки, уничтожая войска оппонента. Игра заканчивается по истечении определенного количества ходов или в случае потопления «Бисмарка». После окончания игры, сторона, набравшая большее количество очков, считается победителем.

## Разработка
Computer Bismarck — первая игра Strategic Simulations Inc. Разработка заняла шесть месяцев. Создавали игру два человека — Джоэл Биллингс, который занимался дизайном игры, и Джон Лайон, писавший программный код. Во время учёбы в колледже, Джоэл Биллингс использовал компьютеры для эконометрики и математического моделирования. Этот опыт натолкнул Биллингса на мысль, что компьютеры подходят для реализации варгеймов и позволяют избавиться от нудной бумажной работы, от которой страдал игровой процесс настольных игр. Незадолго до окончания колледжа, Биллингс встретил программиста из IBM, с которым обсуждал возможность создания компании и предложил ему присоединиться. Программист отказался, мотивируя это тем, что варгеймы слишком сложные, чтобы стать популярными. Биллингс расклеил объявления в хобби-магазинах города Санта-Клара для привлечения энтузиастов настольных военных игр с опытом программирования. Лайон был первым, кто откликнулся на объявление и вскоре он присоединился к Биллингсу.
Биллингс выбрал последнее сражение Бисмарка, так как решил, что его будет легче реализовать на компьютере, чем другие варгеймы. В августе 1979 Биллингс предоставил Лайону доступ к компьютеру для написания программы. На тот момент постоянные места работы были у обоих, и они занимались написанием игры в квартире Биллингса по ночам. Лайон делал основную работу по программированию, а Биллингс помогал с данными и выполнял более простые задачи.
В то время, как Лайон занялся программированием, Биллингс принялся изучать рынок компьютерных игр. Он осмотрел местные магазины игр и посетил игровую конференцию в Сан-Франциско. Биллингс связался с Томом Шоу из компании Avalon Hill, которая занималась производством компьютерных игр, попросил их поделиться информацией и предложил издать разрабатываемую игру, но получил отказ. Когда Computer Bismarck была закончена в январе 1980 года, начались поиски графического дизайнера для создания упаковки игры.
Биллингс вышел на Луиса Сикау через друзей, но сомневался в поручении ему этой работы. Вдохновленный настольными играми Avalon Hill, Биллингс хотел, чтобы игры SSI выглядели профессионально и содержали карты, детальные руководства и превосходное оформление коробки. За два месяца до этого Сикау оставил медицинскую школу, чтобы преследовать давнюю мечту — стать графическим дизайнером. Сикау был заинтересован в получении этой работы и гарантировал Биллинсу, что откажется от оплаты, если результат будет неудовлетворительным. Сосед по комнате Сикау работал в журнальном издательстве и помог ему воспользоваться стационарной камерой в нерабочее время. Его двоюродный брат взял на себя печать коробок. У компании не было склада, и все 2000 коробок из первого тиража хранились в спальне Биллингса. В феврале он напечатал 30000 рекламных листовок для владельцев Apple II и представил игру на выставке Applefest. В апреле SSI напечатали полностраничную рекламу в журнале «BYTE», которая гласила: «Теперь есть настоящий исторический варгейм для вашего домашнего компьютера… Раньше ничего подобного не было».
В рекламе упоминались возможности играть против компьютера или против человека, а также сохраняться во время игры.

## Отзывы и наследие
Питер Энсофф в обзоре журнала «BYTE» назвал игру «вехой в разработке коммерческих варгеймов» и похвалил возможность игры против компьютера. В остальном рецензия была не такая положительная: Энсофф раскритиковал слепое копирование игровой механики из настольной игры Bismarck и отметил, что «все неудачи Computer Bismarck можно суммировать тем, что игра не в полной мере использует возможности, доступные на компьютере». Тем не менее, игра была лучше встречена другими критиками. Нил Шапиро из «Популярной механики» похвалил детализированность и возможность совершения сложных манёвров, характерных для реальных сражений. Он назвал игру уникальной и «фантастической». Хойер Рэнди в обзоре журнала «Creative Computing» отметил, что из-за большой сложности игра подойдет не всем, но рекомендовал её тем, кто не боится вызова. Исследователь морского флота США Питер Перла назвал такие игры, как Computer Bismarck шагом вперед в разработке военных игр, по сравнению с более старым аркадным подходом. Он положительно оценил добавление искусственного интеллекта, что позволило играть одному. Перла отметил, что SSI обязана успехом своим ранним варгеймам, особенно Computer Bismarck.
Боб Проктор из «Computer Gaming World» тоже назвал главной причиной успеха SSI то, что их первая игра Computer Bismarck принесла большую прибыль. Он так же отметил, что игра сподвигла многих энтузиастов присылать SSI свои игры, что обеспечило процветание компании. Также Проктор заявил, что Computer Bismarck, наряду с другими играми того времени, поспособствовал развития популярности компьютерных игр. Он также заметил, что профессионально сделанная упаковка выгодно отличала игру от остальных и добавляло SSI серьёзности. В то время компьютерные игры выпускались в безликих прозрачных пакетах с застежкой. Благодаря своей работе над упаковкой, Сикау занял постоянную должность в компании и оформлял большинство её последующих продуктов.
В журнале «BYTE» было замечено, что игровая механика Computer Bismarck похожа на настольную игру Bismarck производства Avalon Hill. В статье говорилось: «из вежливости стоит отметить, что игра основана на дизайне Avalon Hill». В 1983 году компания Avalon Hill подала иск в суд, обвиняя SSI в нарушении авторских прав на их настольные игры. Computer Bismarck была упомянута наряду с другими продуктами. Компании пришли к соглашению, не доводя дело до суда.
В декабре 2013 года исходный код Computer Bismarck и некоторых других игр SSI был передан Международному центру истории электронных игр (ICHEG).